# Irina Alexandrovna de Russie
Irina Alexandrovna de Russie (en russe : Княжна Ирина Александровна Романова), née le 3 juillet 1895 (15 juillet dans le calendrier grégorien) à Peterhof (Empire russe) et morte le 26 février 1970 à Paris (16e arrondissement), est une princesse de Russie.

## Biographie

### Famille et jeunesse

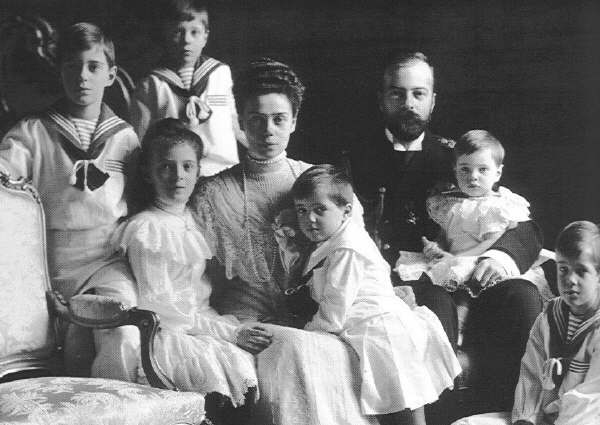
La princesse Irina Alexandrovna de Russie et sa famille.

Irina Alexandrovna est la fille aînée du grand-duc Alexandre Mikhaïlovitch, petit-fils de l'empereur Nicolas Ier, et de la grande-duchesse Xenia Alexandrovna, fille de l'empereur Alexandre III. Elle naît au début du règne de son oncle Nicolas II.

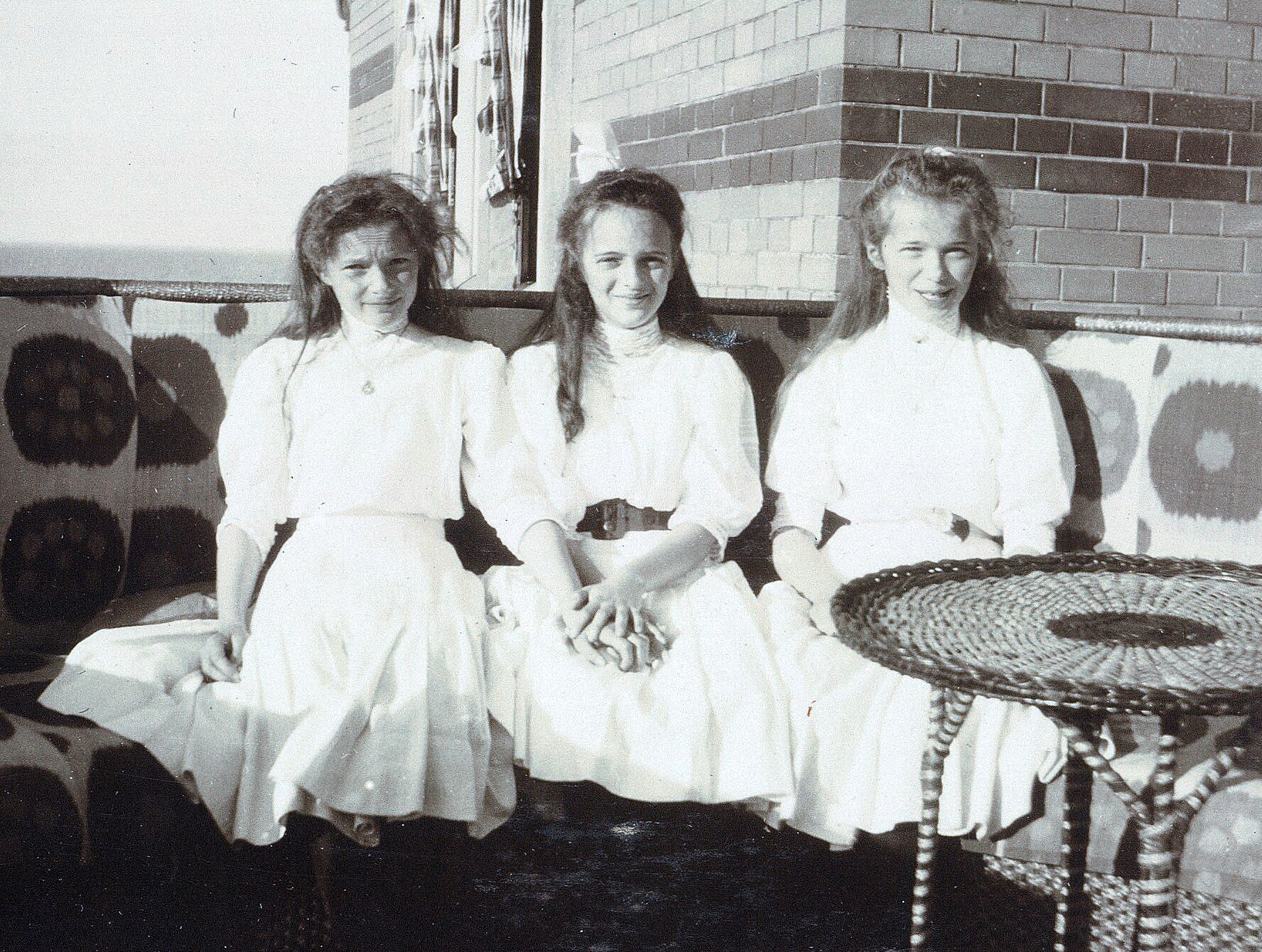
La princesse Irina Alexandrovna (au milieu), avec ses cousines les grandes-duchesses Tatiana Nikolaïevna (à gauche) Olga Nikolaïevna à droite en 1909.

En raison de désaccords politiques avec le tsar Nicolas II, à partir de 1906, ses parents font de nombreux séjours dans le sud de la France. Son père y entretient une liaison amoureuse avec une femme et propose à maintes reprises le divorce à son épouse, qui lui oppose toujours son refus. Sa mère a également des relations extra-conjugales. Les parents tentent de cacher leur union malheureuse à leurs sept enfants.
Irina Alexandrovna est une jeune fille timide aux yeux d'un bleu profond, des cheveux de couleur sombre. Elle a une enfance heureuse. Elle est souvent appelée « Irène », traduction d'« Irina » en français, et sa mère la surnomme parfois « Baby Rina ».

### Fiançailles et mariage

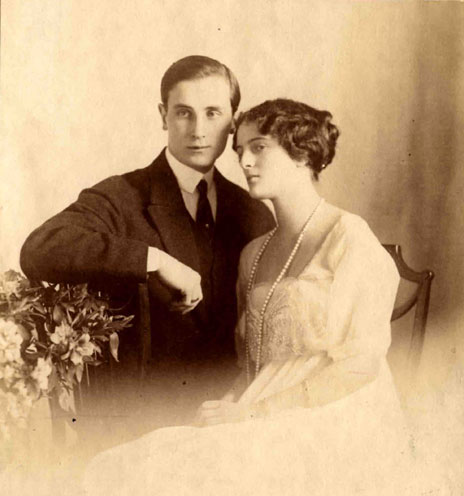
La princesse Irina Alexandrovna de Russie et le prince Félix Feliksovitch Ioussoupov en 1914.

Le futur époux de la princesse Irina Alexandrovna de Russie, le prince Félix Felixovitch Ioussoupov, est l'héritier de la famille Ioussoupov, une des plus riches de Russie.
Dans ses Mémoires publiés en 1952, il raconte que, un jour, montant à cheval, il rencontra une très belle jeune fille accompagnée d'une dame âgée. « Nos yeux se sont rencontrés, elle a fait une telle impression sur moi que je freine mon cheval pour admirer sa démarche ». En 1910, il est invité par les parents d'Irina Alexandrovna, lorsqu'il remarque sur la piste des cavaliers : « cette fois, j’ai eu beaucoup de temps pour admirer la merveilleuse beauté de la jeune fille qui a fini par devenir ma femme et mon épouse. Elle avait de beaux traits, transparente comme un camée, et ressemblait beaucoup à son père ». De nouveau en 1913, Félix Ioussoupov rencontre Irina Alexandrovna : « Elle était très timide et réservée, ce qui ajoutait un certain mystère à son charme... Peu à peu, Irina devint moins timide. Au début ses yeux étaient plus éloquents que sa conversation, mais, comme elle est devenue plus expansive j’ai appris à admirer la finesse de son intelligence et son bon jugement, ne dissimulant rien de ma vie, de mon passé, et, loin d’être perturbée, elle a fait preuve d’une grande tolérance et de compréhension ». Le prince Ioussoupov écrit qu'Irina, peut-être parce qu'elle a grandi avec tant de frères, ne montré aucun des artifices ou du manque d'honnêteté qui l'a dissuadé d'avoir des relations avec d'autres femmes.
Cette même année, la famille Ioussoupov demande pour son héritier la main d'Irina Alexandrovna aux parents de la princesse, qui acceptent. Ce mariage satisfait les deux parties : la famille Ioussoupov, soucieuse de la respectabilité de son fils unique connu pour ses frasques, et le grand-duc Alexandre, qui vise à assurer à sa fille le plus beau parti de Russie.

Irina Alexandrovna n’ignore rien sur le passé du prince Félix Feliksovitch, à l'inverse de ses parents et de sa grand-mère, l’impératrice douairière Maria Feodorovna. Lorsqu’ils ont vent de ces rumeurs, ils veulent annuler le mariage. La plupart de ses rumeurs proviennent du grand-duc Dimitri Pavlovitch, l’un des cousins de la princesse : selon certains bruits circulant à Saint-Pétersbourg, ce dernier aurait eu une relation amoureuse avec le prince Félix Feliksovitch. Le grand-duc Dimitri Pavlovitch porte également un grand intérêt à la princesse Irina mais elle lui préfère le prince Félix Feliksovitch. Ce dernier est en mesure de convaincre les parents de la princesse.

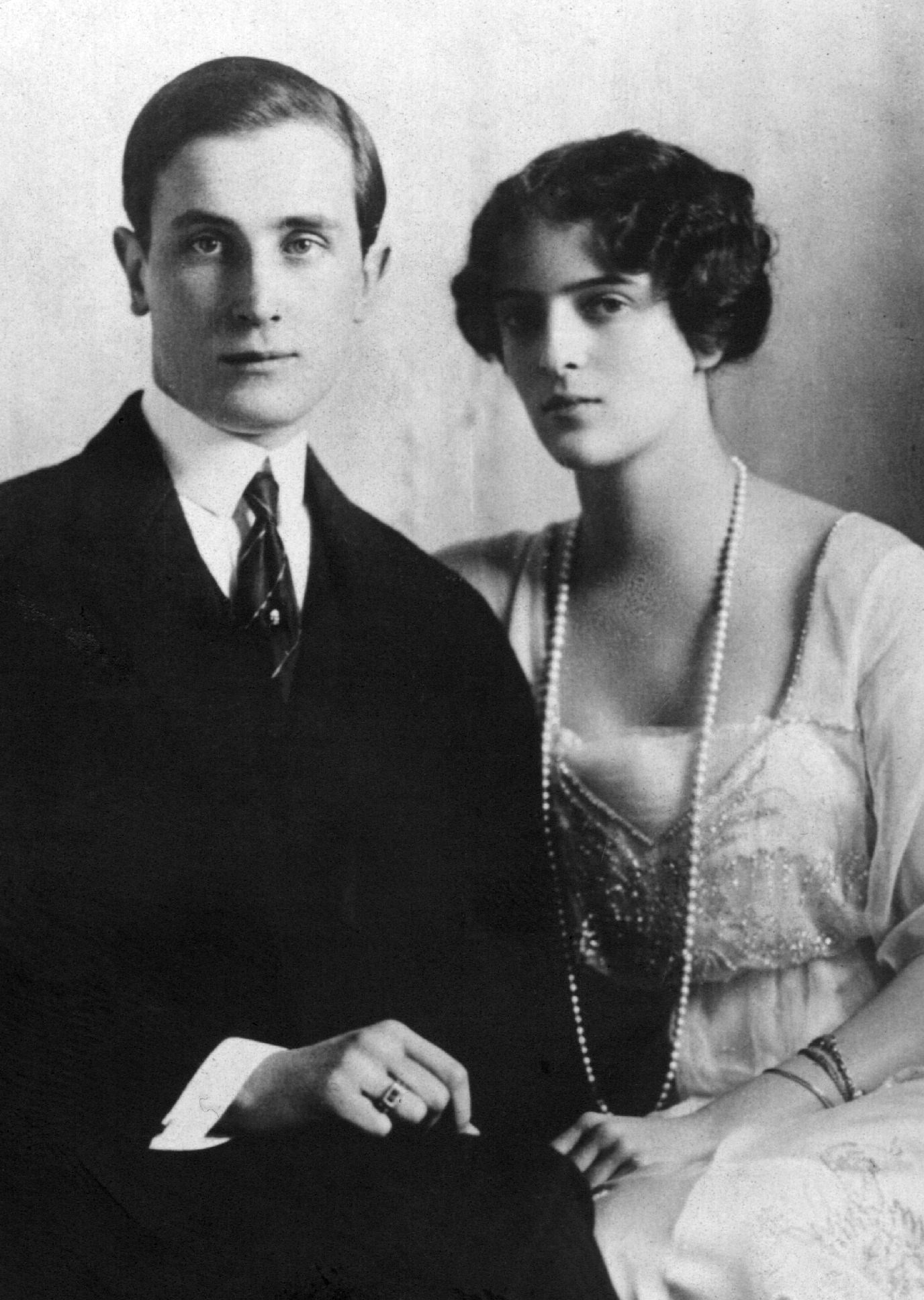
Irina Alexandrovna de Russie et son époux vers 1915.

Ni le prince ni Irina ne semblent s'être opposés aux conditions morganatiques du mariage : « Tous les membres de la dynastie qui épousaient une personne n'étant pas de sang royal étaient obligés de signer un document renonçant à leurs droits au trône. Bien qu'Irina soit située très bas dans la ligne de succession, elle devait se conformer à cette règle avant de m'épouser ; mais cela ne semblait pas l'inquiéter beaucoup ». C'est le mariage mondain de l'année et le dernier événement de ce type dans la haute-société russe avant la Première Guerre mondiale. Le mariage a lieu le 22 février 1914 en l'église du palais Anitchkov à Saint-Pétersbourg. La cérémonie est célébrée en grand apparat. Âgée de dix-neuf ans, Irina Alexandrovna ne porte pas la traditionnelle robe de cour russe mais une robe du XXe siècle. Coiffée d'une tiare sertie de diamants et de cristal de roche commandée à Cartier, la princesse est recouverte d'un voile ayant appartenu à Marie-Antoinette d'Autriche. Les invités au mariage le couple commentent favorablement le couple formé par Félix et Irina : « Quel couple incroyable, ils sont si séduisants. Quelle allure ! Quelle prestige ! » s'exclame un invité. Elle est reçue par son oncle le tsar, qui la conduit à l'autel, et par son épouse l'impératrice Alexandra Feodorovna, qui lui offrent en cadeau de mariage vingt-neuf diamants bruts, de trois à sept carats. Le jeune couple reçoit également un large assortiment de pierres précieuses offert par d'autres invités. Après la révolution russe, ils réussissent à emporter un grand nombre de ces joyaux, qui sont utilisés pour leur permettre de vivre en exil.

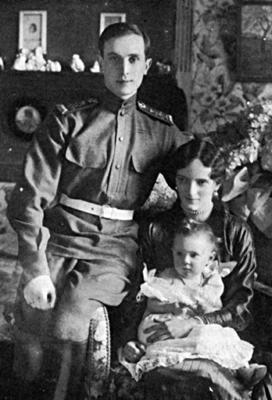
Le prince Felix Feliksovitch Ioussoupov et la princesse Irina Alexandrovna de Russie avec leur fille, Irina Feliksovna Ioussoupova, en 1916.

L'unique enfant du couple, la princesse Irina Feliksovna Ioussoupova naît le 21 mars 1915. Son père écrit : « Je n'oublierai jamais mon bonheur quand j'entendis le premier cri de l'enfant ». La grande-duchesse Xenia Alexandrovna de Russie s'inquiète tant pour l'accouchement de sa fille que l'impératrice Alexandra Feodorovna écrit : « Xenia Alexandrovna donna l'impression de donner naissance à cet enfant à la place de sa fille, la princesse Irina ». Appréciant son prénom, la princesse Irina Alexandrovna de Russie désire le transmettre à son premier enfant.

### Première Guerre mondiale
Le jeune couple est en voyage de noces en Europe et au Moyen-Orient lorsque le premier conflit mondial éclate. Après l'ouverture des hostilités, la princesse Irina Alexandrovna et son époux sont brièvement détenus à Berlin, où la jeune princesse demande à sa cousine, la Kronprinzessin Cécilie de Mecklembourg-Schwerin, d'intercéder auprès de son beau-père, le kaiser Guillaume II d'Allemagne. L'empereur d'Allemagne refuse de leur accorder la permission de partir mais leur offrit le choix de trois résidences pour la durée du conflit. Le père de Félix Feliksovitch Ioussoupov fait appel à l'ambassadeur d'Espagne afin de permettre à son fils et sa belle-fille de quitter le sol allemand pour regagner Saint-Pétersbourg via deux pays neutres, la Finlande et le Danemark. En partant, ils sont insultés par la foule qui les appelle, entre autres, « cochons russes ».
Au cours de la Première Guerre mondiale, le prince Félix Feliksovitch Ioussoupov convertit l'une des ailes de son palais de la Moïka à Saint-Pétersbourg en hôpital pour les soldats blessés. Il évite le service militaire en utilisant la loi exemptant l'unique fils d'une famille de prendre part à un conflit armé. Il entre à l'École des Cadets et suit des cours de formation pour officiers mais n'a aucunement l'intention de se joindre à un régiment de l'armée impériale de Russie. La cousine de la princesse, la grande-duchesse Olga Nikolaïevna de Russie, amie très proche dans leur enfance, a des paroles dédaigneuses pour le prince Ioussoupov. Après une visite au couple le 5 mars 1915, la grande-duchesse adresse cette lettre à son père Nicolas II de Russie : « Félix est franchement un civil dans l'âme, tout vêtu de marron, allant et venant dans sa chambre recherchant des étagères avec quelques magazines et ne faisant pratiquement rien, il donne l'impression désagréable d'un homme désœuvré dans ces moments là ».

### Assassinat de Raspoutine
La princesse Irina Alexandrovna de Russie et le prince Félix Feliksovitch Ioussoupov connaissent les rumeurs salaces circulant à propos de Raspoutine provoquant la détérioration de la situation politique en Russie impériale en générant des émeutes, des manifestations politiques et des violences. Le prince Felix Feliksovitch Ioussoupov et ses co-conspirateurs le grand-duc Dimitri Pavlovitch de Russie et le membre de la Douma Vladimir Mitrofanovitch Pourichkevitch prennent la décision d'assassiner Raspoutine afin de l'empêcher de détruire la Russie. Malgré son aversion pour Raspoutine, afin de tenter de gagner la confiance du « starets », le prince lui rend visite. On suppose que le prince lui demande de l'aide pour surmonter ses tendances homosexuelles afin de vivre une union harmonieuse avec son épouse ou inversement que c'est la princesse Irina qui a besoin des dons de guérisseur de Raspoutine.
Toutefois, à l'époque, la princesse séjourne en Crimée. Elle n'ignore rien du complot visant à éliminer Raspoutine, sa participation est même envisagée : « Vous aussi vous devez y prendre part, écrivait-il avant le meurtre, DM (Dmitri Pavlovitch) sait tout et il est avec nous. Cela se passera à la mi-décembre lorsque DM sera de retour ». Fin novembre 1916, la princesse Irina adresse cette lettre à son époux : « Je vous remercie de votre lettre insensée. Je ne comprenais pas la moitié. Je vois que vous avez décidé quelque chose de sauvage. S'il vous plaît soyez prudent et ne vous mêlez pas d'une affaire louche. La chose la plus horrible est que vous avez décidé de tout sans moi. Je ne vois pas comment je pourrais y prendre part aujourd'hui, puisque tout est arrangé. En un mot soyez prudent. Je vois par votre lettre que vous êtes enthousiaste et prêt à monter un mur... Je serai à Petrograd le 12 ou 13 donc ne faites rien sans moi sinon je ne viendrai pas du tout ».
Le prince lui répond le 27 novembre 1916 : « Votre présence ici est essentielle pour la mi-décembre. Le plan que j'ai écrit a été développé dans le détail et les trois quarts sont réalisés, ne manque plus que le final et votre arrivée est attendue. L'assassinat est le seul moyen de sauver la situation presque désespérée... vous servirez d'appât, bien sûr pas un mot à personne » La peur saisissant la princesse Irina Alexandrovna, elle se retire du projet le 3 décembre 1916 : « Je sais que si je viens je tomberai malade, je ne sais ce qui se passe en moi, j'ai envie de pleurer tout le temps. Mon humeur est terrible. Je n'ai jamais été comme ça auparavant. Je ne sais pas ce qu'il adviendra de moi. Je ne vais pas traîner à Petrograd. Au lieu de cela venez ici. Pardonnez-moi, mon cher, pour vous avoir écrit de telles choses. Mais je ne peux pas continuer plus, je ne sais pas ce qui se passe, peut-être de la neurasthénie. Ne vous fâcher contre moi, s'il vous plaît ne soyez pas en colère. Je vous aime énormément. Je ne peux pas vivre sans vous. Que Dieu vous protège ». Une nouvelle fois, le 9 décembre 1916, la princesse Irina Alexandrovna adresse une lettre à son époux dans laquelle elle lui expose son pressentiment après une conversation avec leur fille âgée de vingt et un mois : « Une chose incroyable s'est passée avec le bébé. Quelques nuits auparavant, elle ne dormait pas bien et ne cessait de répéter :"La guerre, nourrice, la guerre !" Le lendemain, elle a posé la question : "La guerre ou la paix" ? Et Baby répondit "Guerre"! Le lendemain je lui ai dit de dire la paix elle me regarda et répondit la guerre. C'est très étrange. » La demande de la princesse reste vaine. Son époux et les co-conspirateurs continuent de projeter l'assassinat de Raspoutine sans elle.
Désirant rencontrer Irina Alexandrovna, Raspoutine se rend dans la nuit du 16 au 17 décembre 1916 au palais de la Moïka à Saint-Pétersbourg, où il tombe dans le piège tendu par le prince Félix Feliksovitch Ioussoupov, le député de la Douma et le grand-duc Dimitri Pavlovitch de Russie. Cela lui est fatal. La princesse est ce soir-là au palais Youssoupoff à Koreiz.
Après l'assassinat du staretz, Nicolas II de Russie exile le prince Félix Feliksovitch et le grand-duc Dimitri Pavlovitch. Le premier part à Ratnikoe, son domaine familial dans la province de Koursk, le second est exilé en Perse. Seize membres de la famille impériale signent une lettre dans laquelle ils demandent au tsar de reconsidérer sa décision en raison du faible état de santé du grand-duc Dimitri, mais Nicolas II refuse d'examiner la pétition, et la renvoie à l'expéditeur avec cette note écrite de sa main au bas de la lettre : « Personne n'a le droit de tuer sur son propre jugement ».
En février 1917, le père de la princesse Irina Alexandrovna rend visite au couple Ioussoupov dans le domaine de Ratnikoe, il les trouve leur humeur enjouée mais militante. Le prince Félix Feliksovitch espère toujours que le tsar et le gouvernement vont réagir à la mort de Raspoutine en prenant des mesures pour remédier à l'instabilité politique croissante. La révolution russe ayant éclaté, le prince ne permet pas à son épouse de quitter Ranitkoe pour rejoindre sa mère à Petrograd, jugeant la ville trop dangereuse. Nicolas II abdique le 3 mars 1917 à la suite de la révolution de Février. Arrêté avec sa famille par les Bolcheviks, ils sont finalement assassinés à Ekaterinbourg le 17 juillet 1918, durant la guerre civile russe. L'exil du prince Felix Feliksovitch Ioussoupov et du grand-duc Dimitri Pavlovitch de Russie permet aux deux hommes d'échapper à une mort presque certaine.

### Exil
Après l'abdication de Nicolas II, la princesse Irina et son époux retournent au palais de la Moïka à Saint-Pétersbourg. Le couple et sa fille gagnent la villa Ai Todor, une propriété de son père située en Crimée. Mariée avec le prince, la princesse Irina a perdu ses droits à la succession au trône de Russie et contrairement à beaucoup de membres de sa famille, les Bolcheviques la laissent donc en liberté. La jeune femme vit dans un état de constante incertitude, tout particulièrement après la révolution d'Octobre et les arrestations des membres de la famille impériale suivies par de multiples assassinats. Plus tard, afin de récupérer des bijoux et deux tableaux de Rembrandt, le couple revient au palais de la Moïka. Le produit de la vente des joyaux et des deux tableaux permet à la famille de survivre au cours de leur exil. Dans le port de Yalta en Crimée, le 7 avril 1919, accompagnée de sa mère, de l'impératrice douairière Maria Feodorovna, de son époux, de sa fille, de ses frères et d'autres membres survivants de la famille Romanov, la princesse Irina fuit la Russie à bord d'un cuirassé de la Royal Navy, le HMS Marlborough. À bord, le prince Félix Ioussoupov se vante publiquement de l'assassinat de Raspoutine, tandis qu'un autre officier britannique note au premier abord, « la réserve et la timidité de la princesse Irina Alexandrovna de Russie, mais il suffit d'accorder un peu d'attention à sa jolie petite fille pour percer sa timidité et découvrir une femme charmante parlant couramment un parfait anglais ». Le HMS Malborough quitte Yalta pour Malte. Le couple et leur fille quittent l'île et voyagent en Italie puis par le train gagnent Paris. En Italie, faute de visa, avec quelques diamants, le couple soudoie quelques fonctionnaires. À Paris, ils séjournent à l'hôtel Vendôme puis s'établissent à Londres. En 1920, la princesse Irina, son époux et leur fille reviennent à Paris, et font l'acquisition d'une maison rue Gutenberg à Boulogne-sur-Seine, où ils vivent une grande partie de leur exil.
En exil, la princesse Irina, son époux et leur fille vivent mieux que la plupart des émigrants russes après la révolution. Elle appuie son mari en devenant l'égérie de leur éphémère maison de couture Irfe (contraction des prénoms Irina et Félix).

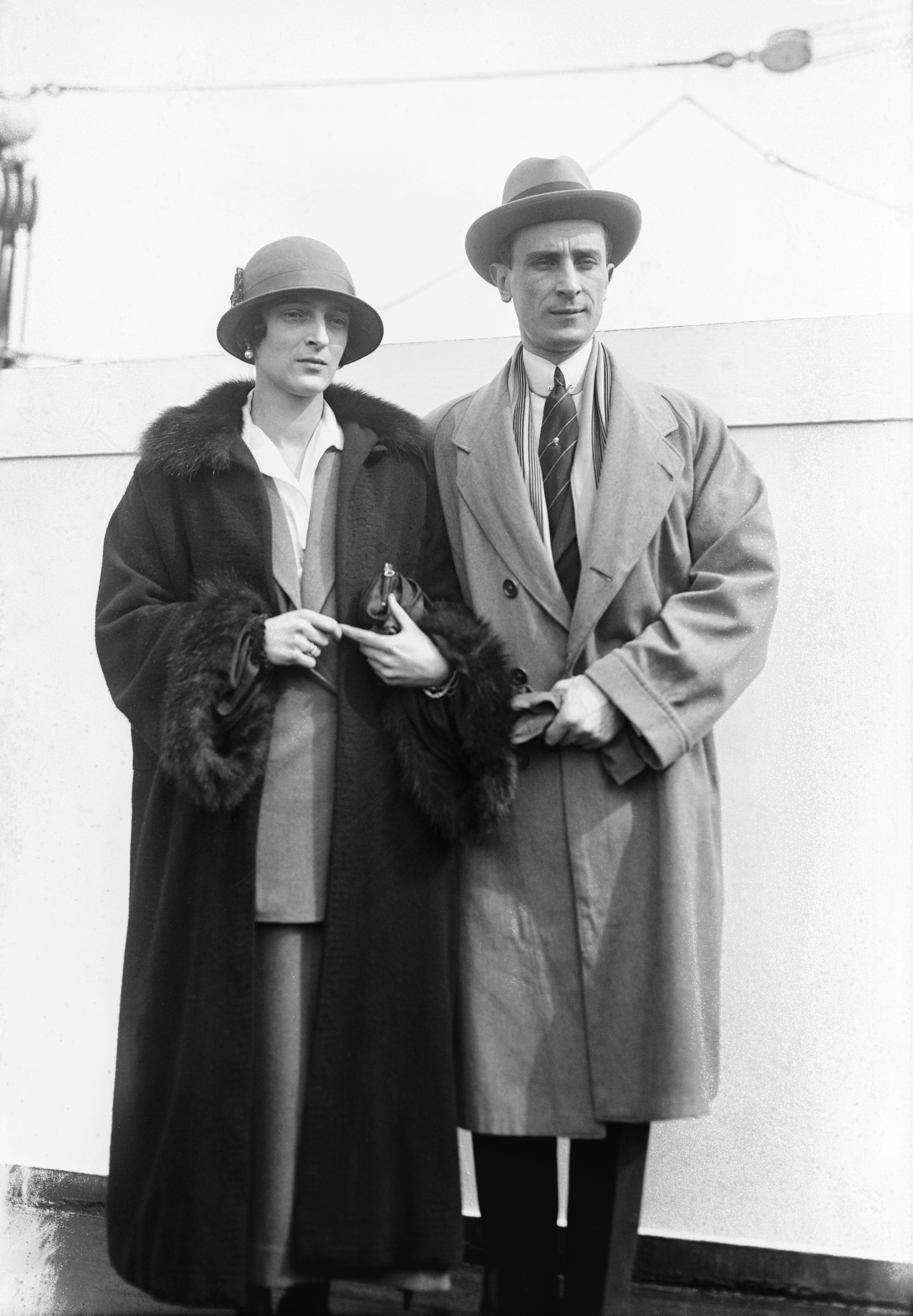
Le couple Ioussoupov dans les années 1930.

En 1934, le couple vit grâce à une somme gagnée lors d'un procès contre la MGM pour le film, réalisé en 1932 par Richard Boleslawski, Raspoutine et l'Impératrice. Dans ce film, Raspoutine, joué par l'acteur Lionel Barrymore, séduit la princesse Natasha, basée sur la princesse Irina, rôle tenue par l'actrice britannique Diana Wynyard. En 1934, grâce à la plaidoirie de leur avocat, sir Patrick Hasting, le couple gagne le procès contre la firme cinématographique en obtenant plus de deux millions de dollars, somme importante à l'époque. Le prince Félix Feliksovitch Ioussoupov rédige ses Mémoires, et devient célèbre ou tristement célèbre comme l'homme qui a tué Raspoutine. En raison de la retransmission télévisée d'une pièce inspirée par l'assassinat de Raspoutine, le prince Félix intenta un procès contre la CBS près du tribunal de New York en 1965. La revendication du prince porte sur certains événements romancés et sur des droits commerciaux qui, en vertu de la législation new-yorkaise, ont détourné le personnage du prince Ioussoupov. Le dernier rapport judiciaire dans cette affaire est une décision de la 2e juridiction de New-York, et l'affaire doit aller en procès. Selon le rapport de l'avocat de CBS, la firme remporte le procès.
Jusqu'à l'âge de neuf ans, leur fille est élevée par ses grands-parents paternels, qui, selon son père lui donnent une mauvaise éducation, à là suite de quoi elle se montre capricieuse. Les grands-parents ruinés, la petite princesse revient vivre avec ses parents, qui confient l'éducation de leur fille à des nurses. Enfant unique, la petite Irina adore son père, mais est plus distante avec sa mère.
Irina et Félix sont très proches l'un de l'autre, comme ils le sont avec leur fille, et c'est un mariage heureux qui dure plus d'un demi-siècle. Au décès du prince, la princesse est accablée de douleur et décéda à peine trois ans plus tard.
La générosité du prince Félix Ioussoupov le rend célèbre auprès des émigrés russes. Cette philanthropie et le niveau de vie élevé du couple, aggravées d'une mauvaise gestion financière, tarit le reste de la fortune familiale.

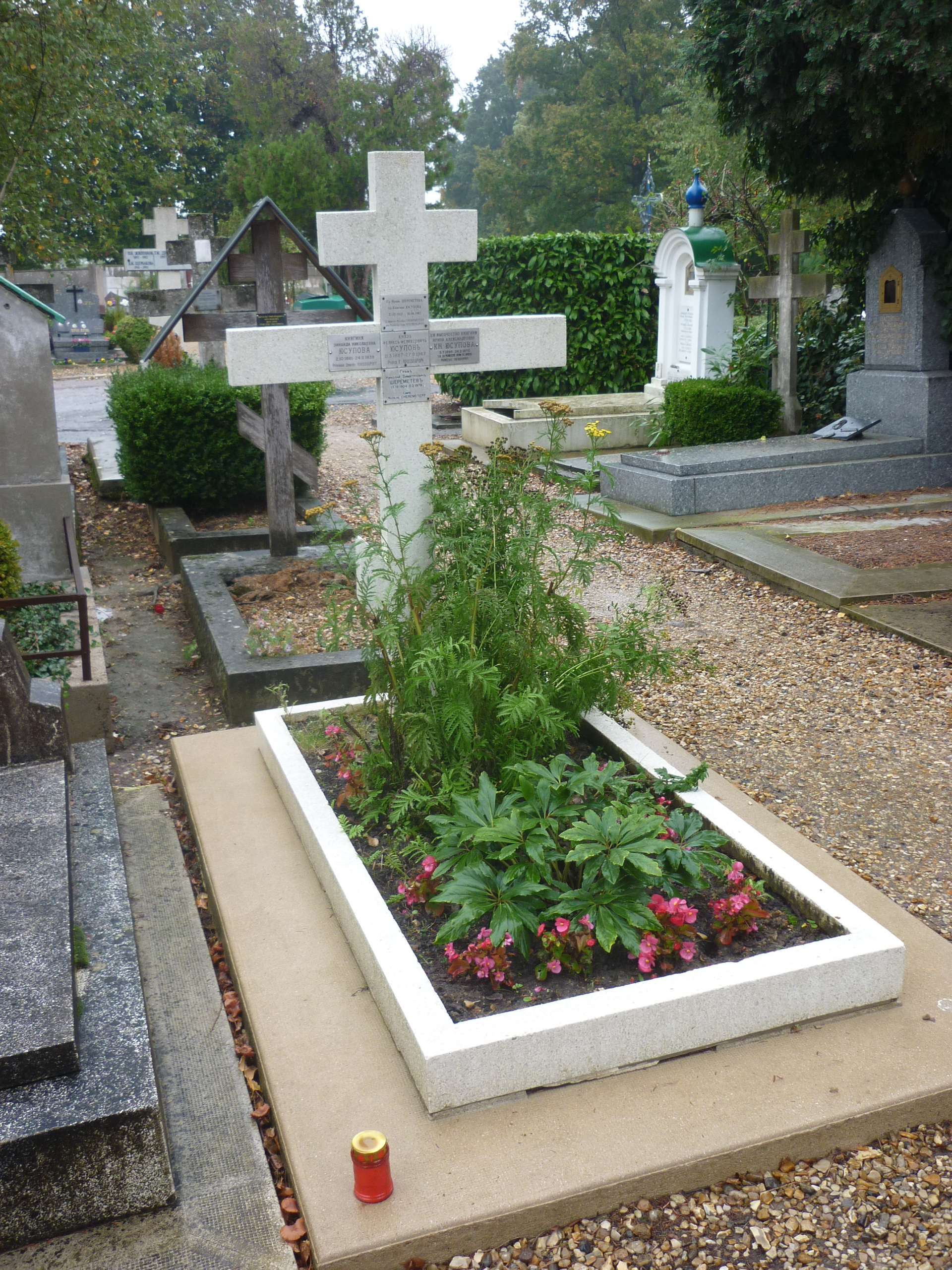
La tombe d'Irina Alexandrovna de Russie, du prince Félix Ioussoupov, de Zénaïde Youssoupoff et du comte et de la comtesse Cheremetiev.

La princesse Irina Alexandrovna de Russie décède le 26 février 1970 à Paris. Elle est inhumée aux côtés de son époux au cimetière russe de Sainte-Geneviève-des-Bois.

## Descendance
Parente matrilinéaire du tsar Nicolas II de Russie, un échantillon ADN de la petite-fille de la princesse Irina Alexandrovna de Russie, la comtesse Xenia Nikolaïevna Cheremetieva-Sfiris est utilisé pour identifier les restes de Nicolas II de Russie après son exhumation en 1991.
Les descendants de la princesse Irina Alexandrovna de Russie sont :
- Irina Feliksovna Ioussoupova (21 mars 1915 à Saint-Pétersbourg - 30 août 1983 à Cormeilles), elle épouse le comte Nikolaï Dmitrievitch Cheremetiev (28 octobre 1904 à Moscou - 5 février 1979 à Paris), fils du comte Dmitri Sergueïevitch Cheremetiev et de la comtesse Irina Ilariovna Vorontzov-Dachkova

De cette union naît :
- Xenia Nikolaïevna Cheremetieva-Ioussoupova (née le 1er mars 1942 à Rome), le 20 juin 1965, elle épouse à Athènes Ilias Sfiris (20 août 1932 à Athènes)

Une fille naît de cette union :
- Tatiana Sfiris (28 août 1968 à Athènes-), en mai 1996, elle épouse à Athènes Alexis Giannakoupoulos (né en 1963), divorcée elle épouse Anthony Vamvakidis.

Deux filles naissent de cette seconde union :
- Marilia Vamvakidis (17 juillet 2004) ;
- Yasmina Xenia Vamvakidis (7 mai 2006).